# Cinnamomum micranthum
Cinnamomum micranthum là loài thực vật có hoa trong họ Nguyệt quế. Loài này được (Hayata) Hayata miêu tả khoa học đầu tiên năm 1913.